# Cornelis Bisschop
Cornelis Bisschop (Dordrecht, 12 februari 1630 - aldaar, begr. 21 januari 1674) was een Nederlands kunstschilder en tekenaar. Hij vervaardigde portretten, stillevens en genrestukken.
Bisschop, die ook wel signeerde als 'Busschop', was rond 1650 in Amsterdam in de leer bij de eveneens uit Dordrecht afkomstige Ferdinand Bol. Diens invloed is merkbaar in het ook door hem toegepaste clair-obscur. In de genrestukken is ook invloed merkbaar van Nicolaes Maes en Samuel van Hoogstraten, meesters van het perspectief.
In 1653 keerde Bisschop terug naar Dordrecht, waar hij praktisch zijn hele verdere leven zou blijven wonen. Hij trouwde er in datzelfde jaar en kreeg twaalf kinderen, onder wie de latere kunstschilders Jacobus Bisschop en Abraham Bisschop. Ook drie van zijn dochters traden in zijn voetsporen.
Een opmerkelijk feit in zijn oeuvre is dat hij een van de eersten, zo niet de eerste, was die uitgezaagde figuren zodanig wist te beschilderen met een trompe-l'oeil-effect dat menigeen erdoor verrast werd, wat soms komische gevolgen had, zoals Arnold Houbraken levendig beschrijft in zijn werk De groote schouburgh der Nederlantsche konstschilders en schilderessen. Deze werken vonden veel aftrek en ook zijn kinderen werkten eraan mee.
De kunstenaar verwierf nationale en internationale faam. De brede bekendheid van het werk van Bisschop blijkt mede uit het feit dat de Franse koning werken van hem aankocht en dat de koning van Denemarken hem vroeg zijn hofschilder te worden. Dit laatste werd echter verhinderd door zijn overlijden op vrij jonge leeftijd.

## Lijst van schilderijen
| Titel                              | Datering    | Verblijfplaats                   | Afbeelding |
| ---------------------------------- | ----------- | -------------------------------- | ---------- |
| Kind dat een kat voert             | 1660 - 1669 | Museum Bredius, Den Haag         |            |
| De appelschilster                  | 1667        | Rijksmuseum Amsterdam, Amsterdam |            |
| Allegorie op de Tocht naar Chatham | 1667        | Rijksmuseum Amsterdam, Amsterdam |            |
| Interieur                          | 1645 - 1674 | Dordrechts Museum, Dordrecht     |            |
| Zelfportret                        | 1668        | Dordrechts Museum                |            |